# Pitthea tuerckheimia
Pitthea türckheimia là một loài bướm đêm trong họ Geometridae.